# Anna Loos
Anna Loos (Brandeburgo sulla Havel, 18 novembre 1970) è un'attrice e cantante tedesca.

## Biografia
La sua carriera cinematografica è cominciata nel 1996.
Dal 2006 è la vocalist del gruppo rock Silly.

## Vita privata
Dal 2004 è sposata con l'attore, produttore, regista e musicista tedesco Jan Josef Liefers. La coppia ha due figli e vive a Berlino.

## Filmografia parziale

### Cinema
- Omicidi sul set (Kai Rabe gegen die Vatikankiller), regia di Thomas Jahn (1998)
- Anatomy (Anatomie), regia di Stefan Ruzowitzky (2000)
- Pauline agente matrimoniale (Der Mistkerl), regia di Andrea Katzenberger (2001)
- Gisela, regia di Isabelle Stever (2005)
- 10 Sekunden, regia di Nicolai Rohde (2008)
- Desaster, regia di Justus von Dohnányi (2015)

### Televisione
- Baci di ghiaccio (Kalte Küsse) - film TV (1997)
- Das Wunder von Berlin - film TV (2008)
- Böseckendorf - Die Nacht, in der ein Dorf verschwand - film TV (2009)
- La bella addormentata (Dornröschen) - film TV (2009)
- Tatort - serie TV, 17 episodi (1997-2013)
- Nacht über Berlin - film TV (2013)
- Die Stadt und die Macht - miniserie TV, 6 episodi (2016)
- Linea di separazione (Tannbach) - serie TV, 3 episodi (2018)
- Weissensee - serie TV, 24 episodi (2010-2018)
- Helen Dorn - serie TV, 19 episodi (2014-2024)